# Zastava Master FLG
A Zastava Master FLG é uma submetralhadora de 9 mm desenvolvida pela Zastava Arms no início dos anos 1990 na Iugoslávia. A FLG foi projetada pensando na polícia e nas forças especiais e era feita de plástico e aço.

## Detalhes do projeto
A Zastava Master FLG é uma submetralhadora operada a gás baseada no projeto da M70, mas também incorpora alguns recursos de projeto encontrados na MP5. Foi dada especial atenção aos detalhes de segurança e ergonomia e à prevenção de disparos acidentais quando a arma cai ou bate. A arma dispara de um ferrolho rotativo fechado e totalmente travado. Uma alavanca interna bloqueia o mecanismo de disparo se o ferrolho não estiver totalmente fechado.
Todas as operações principais podem ser executadas sem mover o dedo que dispara do guarda-mato. A arma possui trava de carregador superior (ambidestra) e inferior.

## Variantes
Master FLG versão básica
Master FLG P versão com silenciador M.91-4 integrado
Master FLG K versão de cano curto com guarda-mãos verticais deslizantes para a frente.